# Кјуни (Тексас)
Кјуни (енгл. Cuney) град је у америчкој савезној држави Тексас. По попису становништва из 2010. у њему је живело 140 становника.

## Демографија
Према попису становништва из 2010. у граду је живело 140 становника, што је 5 (3,4%) становника мање него 2000. године.
| Група             | 2000.       | 2010.       |
| Белци             | 16 (11,0%)  | 16 (11,4%)  |
| Афроамериканци    | 121 (83,4%) | 102 (72,9%) |
| Азијати           | 1 (0,7%)    | 0 (0,0%)    |
| Хиспаноамериканци | 1 (0,7%)    | 17 (12,1%)  |
| Укупно            | 145         | 140         |